# Steyr Automotive

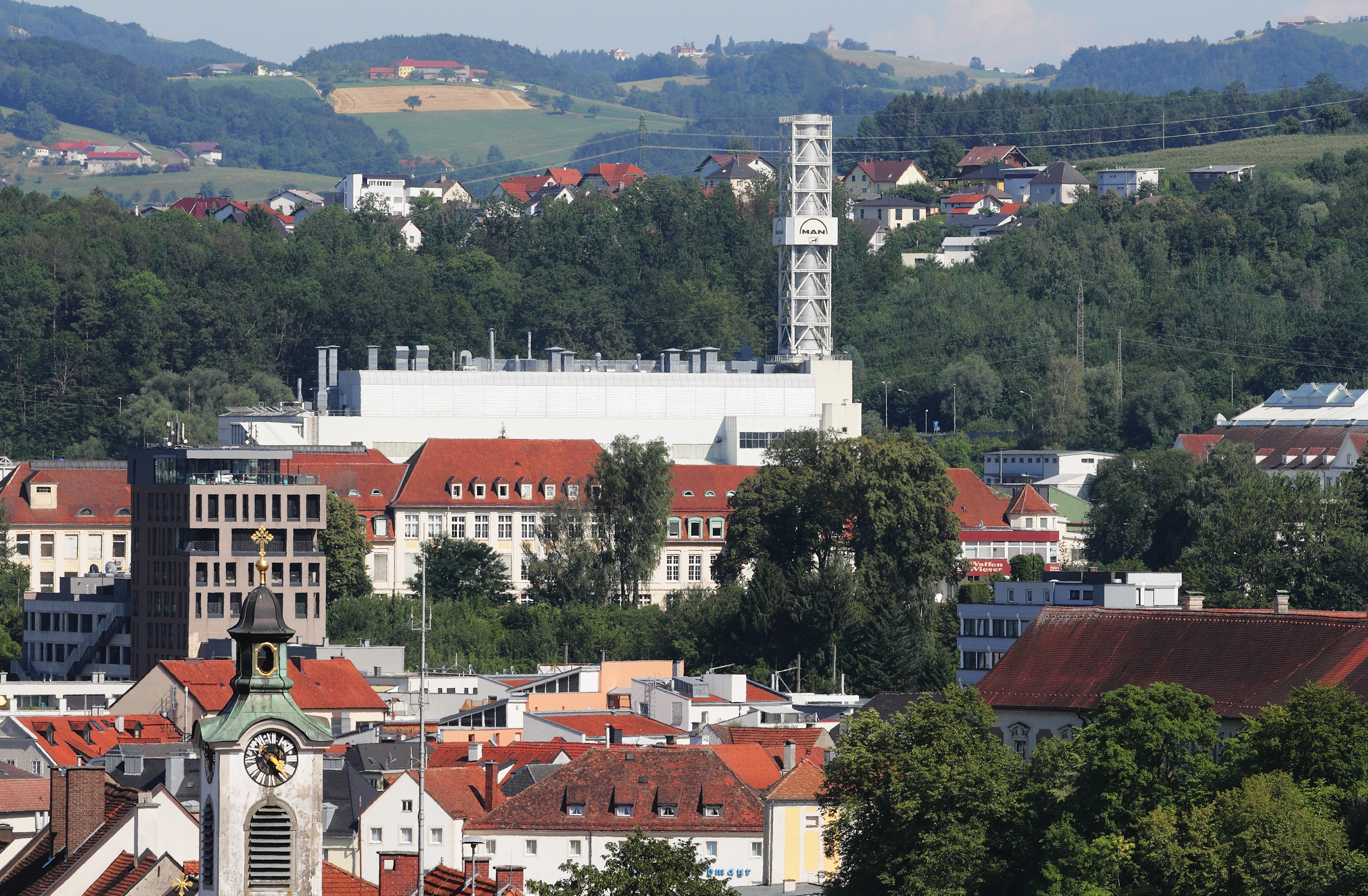
Werk Steyr

Steyr Automotive ist ein österreichischer Kraftfahrzeughersteller mit Sitz in der Stadt Steyr.

## Geschichte
Steyr-Daimler-Puch und MAN Steyr

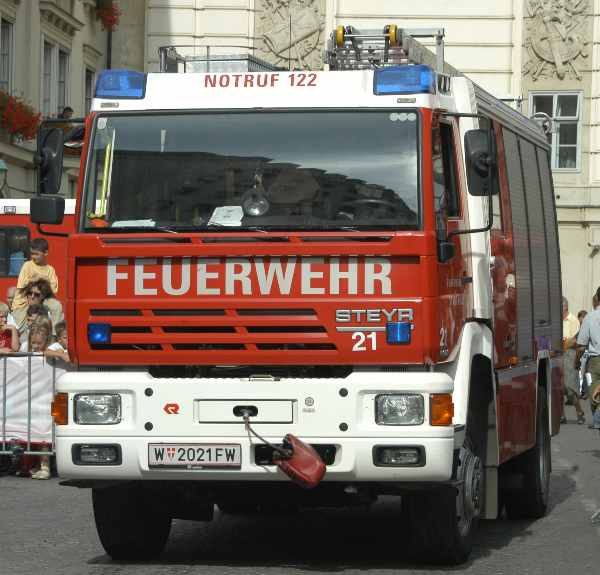
MAN-Steyr 14S28 aus den 1990er Jahren

Bereits kurz nach dem Ersten Weltkrieg wurden in den Steyr-Werken bzw. bei Steyr-Daimler-Puch LKW hergestellt. 1990 erfolgte der Verkauf an MAN.
Steyr Automotive
Im Jahr 2021 wurde MAN Steyr (MAN Truck & Bus GesmbH) an Siegfried Wolf bzw. seine WSA Beteiligungs GmbH verkauft. Der Verkauf wurde bei der Bundeswettbewerbsbehörde (BWB) am 22. Juni 2021 angemeldet. Im Juli 2021 wurde die neue Marke Steyr Automotive präsentiert. Bei MAN waren rund 1900 Beschäftigte, bei Steyr Automotive sind es im Jahr 2023 etwa 1800 Mitarbeiter.

## Modelle
Vereinbart mit MAN ist, dass in Steyr bis 2023 noch weiterhin diverse LKW für bzw. im Auftrag von MAN produziert werden. Erst ab Mitte 2023 verlagert MAN die Produktion von Steyr nach Krakau.
Im Jahr 2022 soll (Planungsstand Juni 2021) die erste Kleinserie der Marke Steyr Automotive ausgeliefert werden. Mittelfristig ist ein Volumen von 16.000 Steyr-Fahrzeugen pro Jahr angepeilt. Steyr Automotive soll leichte Nutzfahrzeuge, Busse und LKW bis 12 Tonnen für den europäischen und den internationalen Markt produzieren. Aufgrund des Russischen Überfalls auf die Ukraine 2022 wurde eine geplante Kooperation mit dem russischen Automobilkonzern GAZ ausgesetzt.
Am 8. September 2021 wird über einen ersten Auftrag über Elektro-Lkws berichtet. Volta Trucks, ein Start-up aus Schweden, plant 4 verschieden große Modelle, von denen bis 2025 jährlich mehr als 27.000 Stück produziert werden sollen. Die ersten Volta Zero liefen im April 2023 in Steyr vom Band.